# Polygonum ryukyuense
Polygonum ryukyuense är en slideväxtart som beskrevs av Kitagawa. Polygonum ryukyuense ingår i släktet trampörter, och familjen slideväxter. Inga underarter finns listade i Catalogue of Life.